# Indogaetulia montana
Indogaetulia montana är en insektsart som först beskrevs av William Lucas Distant 1912.  Indogaetulia montana ingår i släktet Indogaetulia och familjen Nogodinidae. Inga underarter finns listade i Catalogue of Life.